# Helonoma
Helonoma ist eine Gattung aus der Familie der Orchideen (Orchidaceae), die nur drei oder vier Arten enthält. Sie sind im tropischen Südamerika verbreitet.

## Beschreibung
Die Helonoma-Arten sind terrestrisch wachsende, kleine, krautige Pflanzen. Die Wurzeln stehen zu mehreren in kurzen Abständen an einem kriechenden Rhizom verteilt, sie sind schlank zylindrisch, fleischig und behaart. Die Blätter stehen an der Basis des Sprosses zu einer Rosette gehäuft. Sie sind deutlich gestielt, der Blattgrund umfasst den Spross. Die Blattspreite ist oval und endet spitz, die Blätter sind dunkelgrün der Blattstiel weißlich gefärbt.
Der endständige Blütenstand ist wenigblütig und einseitswendig, er ist drüsig behaart. Einige Hochblätter sitzen in Abständen am Blütenstandsstiel, die unteren umschließen ihn röhrenförmig, die oberen sind lanzettlich. Die kleinen Blüten stehen waagrecht ab, sie sind grün bis weiß gefärbt. Der spindelförmige Fruchtknoten ist ungestielt und kaum verdreht. Die Sepalen sind einander gleich geformt, ihre basale Hälfte ist zu einem röhrenförmigen Nektarium verwachsen, der vordere Teil ist etwas ausgebreitet. Das dorsale Sepal ist mit der Säule verwachsen, die seitlichen sind am Grund etwas asymmetrisch verlängert. Die Petalen haften zumindest mit dem inneren Rand dem dorsalen Sepal an. Die Lippe ist an der Basis stielartig verschmälert (genagelt), der Nagel ist mit den seitlichen Sepalen verwachsen. Die Spreite der Lippe ist pfeilförmig, mit den hochgeschlagenen Seiten der Säule anhaftend. Die keulenförmige Säule ist bis zum Ansatz des Staubblatts mit dem dorsalen Sepal verwachsen, am Grund reicht sie über die Ansatzstelle am Fruchtknoten hinaus (Säulenfuß). Die Narbe ist zweilappig. Das Staubblatt ist oval bis lanzettlich, haubenförmig, vorne zugespitzt. Es enthält zwei länglich-keulenförmige Pollinien, die an einer kleinen runden Klebscheibe (Viscidium) hängen. Das Trenngewebe zwischen Staubblatt und Narbe (Rostellum) ist kurz und stumpf.
Von Helonoma bifida ist bekannt, dass die Blüten immer selbstbestäubend sind. Ihnen fehlt das Rostellum, zudem sind sie pelorisch.

## Vorkommen
Helonoma ist von wenigen Standorten in Südamerika bekannt, hauptsächlich im Bereich des Guayana-Schilds. Höhenlagen von 1200 bis 2600 Meter werden besiedelt. Die Pflanzen wachsen an permanent feuchten Standorten in Moospolstern.

## Systematik und botanische Geschichte
Helonoma wird innerhalb der Tribus Cranichideae in die Subtribus Spiranthinae eingeordnet. Die Gattung wurde von Garay 1982 in Botanical Museum Leaflets Band 28 Teil 4, Seite 327 aufgestellt. Der Name leitet sich vom griechischen helonomos ab und bedeutet so viel wie „im Sumpf wachsend“. Typusart ist Helonoma americana.
Die Gattung Helonoma wurde von Burns-Balogh als Synonym zu Cyclopogon angesehen. Szlachetko hingegen stellte die Arten zu Beloglottis. Szlachetko stellte auch neu die Gattung Wallnoeferia mit der einzigen Art Wallnoeferia peruviana auf. Nach Salazar ist Wallnoeferia peruviana eine weitere Art der Gattung Helonoma, bisher hat allerdings niemand die erforderliche Kombination veröffentlicht. Ebenfalls der Gattung Helonoma nahe verwandt könnte Aracamunia liesneri sein.
Die Arten der Gattung Helonoma:
- Helonoma americana (C.Schweinf. & Garay) Garay: Sie kommt vom südlichen Venezuela bis Ecuador vor.[1]
- Helonoma bifida (Ridl.) Garay: Sie kommt in Venezuela, Guayana und im nördlichen Brasilien vor.[1]
- Helonoma chiropterae (Szlach.) Carnevali & G.A.Romero: Sie kommt in Venezuela vor.[1]
- Helonoma peruviana (Szlach.) Salazar, H.C.Dueñas & Fern.Alonso: Sie kommt in Kolumbien und Peru vor.[1]

## Belege
Die Informationen dieses Artikels stammen überwiegend aus:
- Leslie A. Garay: A generic revision of the Spiranthinae. In: Botanical Museum Leaflets of Harvard University. Band 28, Nr. 4, 1982, S. 327–328.
- Alec M. Pridgeon, Phillip Cribb, Mark W. Chase, Finn Rasmussen (Hrsg.): Genera Orchidacearum. Orchidoideae (Part 2). Vanilloideae. Band 3/2. Oxford University Press, New York und Oxford 2003, ISBN 0-19-850711-9, S. 212–215.

## Weiterführendes
- Liste der Orchideengattungen